# 林素月虐兒案
林素月虐兒案，發生於2000年，澳門居民林素月活生生餓死七歲大的親生女兒黃慧瑩，觸犯一項虐待未成年人致死罪，並於初審時被判重囚十年。

## 事件經過
案件被告人林素月，福建人士，與黃姓丈夫育有四名子女，於1990年加入「一貫道」宗教，相信食肉會為家庭帶來罪孽，於是開始長期食素，亦禁止子女進食葷類食物，就連自己懷孕期間亦不吃葷。1992年，林氏誕下幼女黃慧瑩。林氏堅信女兒曾經歷的四次大病，均靠食素保命。由於子女長期食素，而幼女身體更十分虛弱消瘦，林氏與其丈夫多次為著子女的健康問題爭執。一名社工於法庭供稱，99年曾處理林氏毆打子女事件，家訪時發現四名子女均較同齡孩子瘦弱，故引介三名較年長的子女到公共飯堂用膳，並建議林氏把幼女送往院舍由社工照顧，然林氏並無與社工合作。
1999年5月，林氏與丈夫關係破裂，遂帶走幼女離家獨居，不知所終。2000年9月28日，林氏帶幼女往鏡湖醫院就醫，入院後證實已死亡。

## 女童死因
法醫官的檢驗報告指出，女童黃慧瑩極度瘦削，嚴重營養不良，死前至少有兩個月沒有進食，致身體脂肪及組織受損。而女童的身高及手長，均與同齡兒童無異，解剖後亦無發現女童的腸胃有異，顯示女童過往發育正常，死因斷定為「完全性飢餓死亡」。

## 初審結果
2006年6月23日，澳門初級法院開庭審訊該家庭慘案。案中主控的助理檢察長陳子勁於法庭指出，整件案情發生於今時今日的澳門社會，是一件匪夷所思的事。受害女童於死前兩個月期間，在約束下只能飲水，而女童無法逆轉面對的困境，只能被親母逐步迫害致死。而被告並無履行母親的義務，眼見女兒日漸消瘦竟視若無睹，令女童經歷了死前不可想像的兩個月。鑑於案情嚴重，被告林素月被判即時入獄，重囚十年。

## 外部連結
- Sina News：澳門婦盲信一貫道 兩月禁食餓死7歲女[]（副本 （页面存档备份，存于））
- 澳門日報：餓死親女被吿重囚十年[]
- 華僑報：無知婦信教戒葷餓死七歲女[]（存檔）
- 雅虎香港：澳門婦盲信一貫道 兩月禁食餓死7歲女 內地列邪教（副本 （页面存档备份，存于））